# 馬鞍山體育館

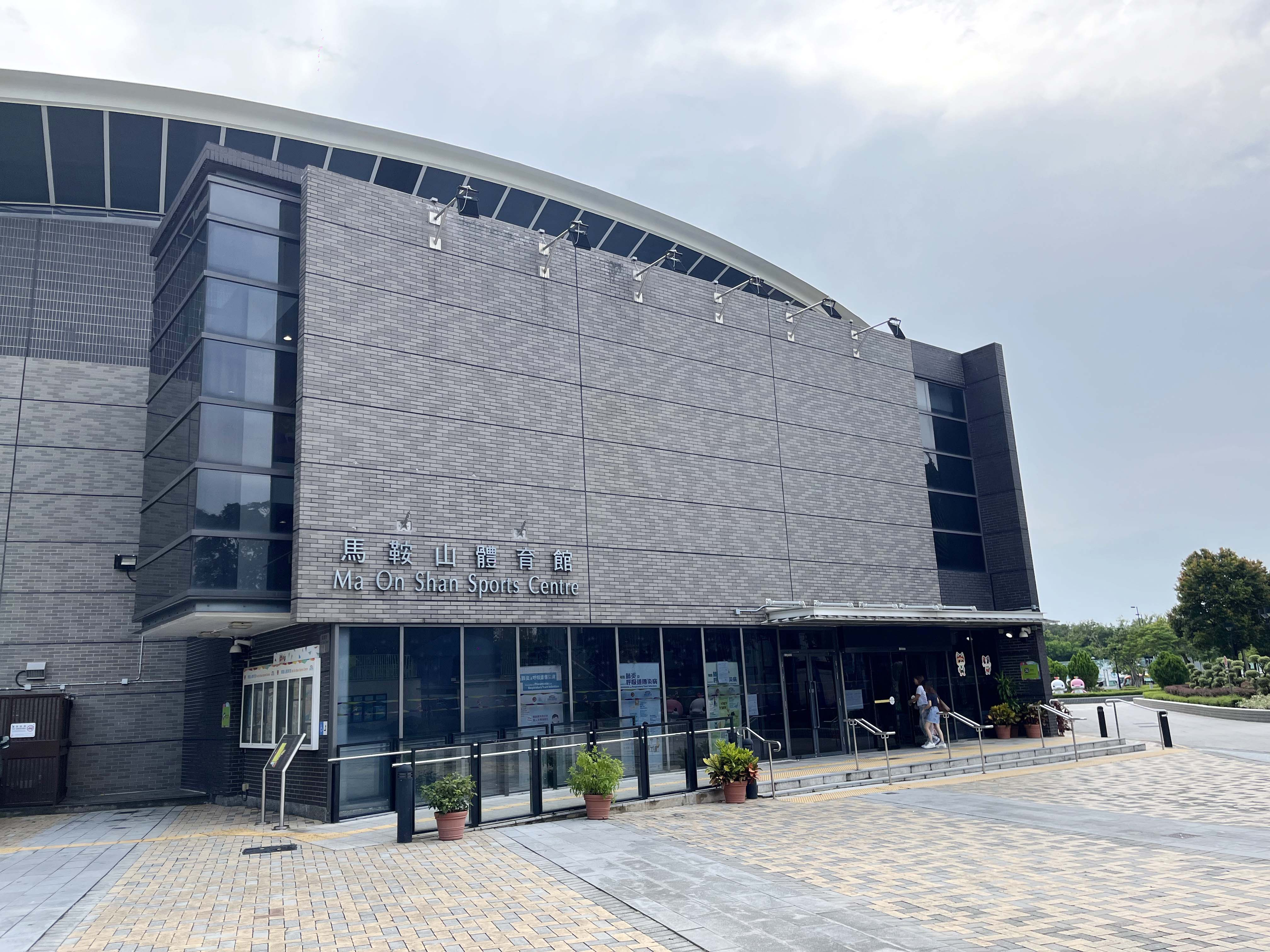
馬鞍山體育館

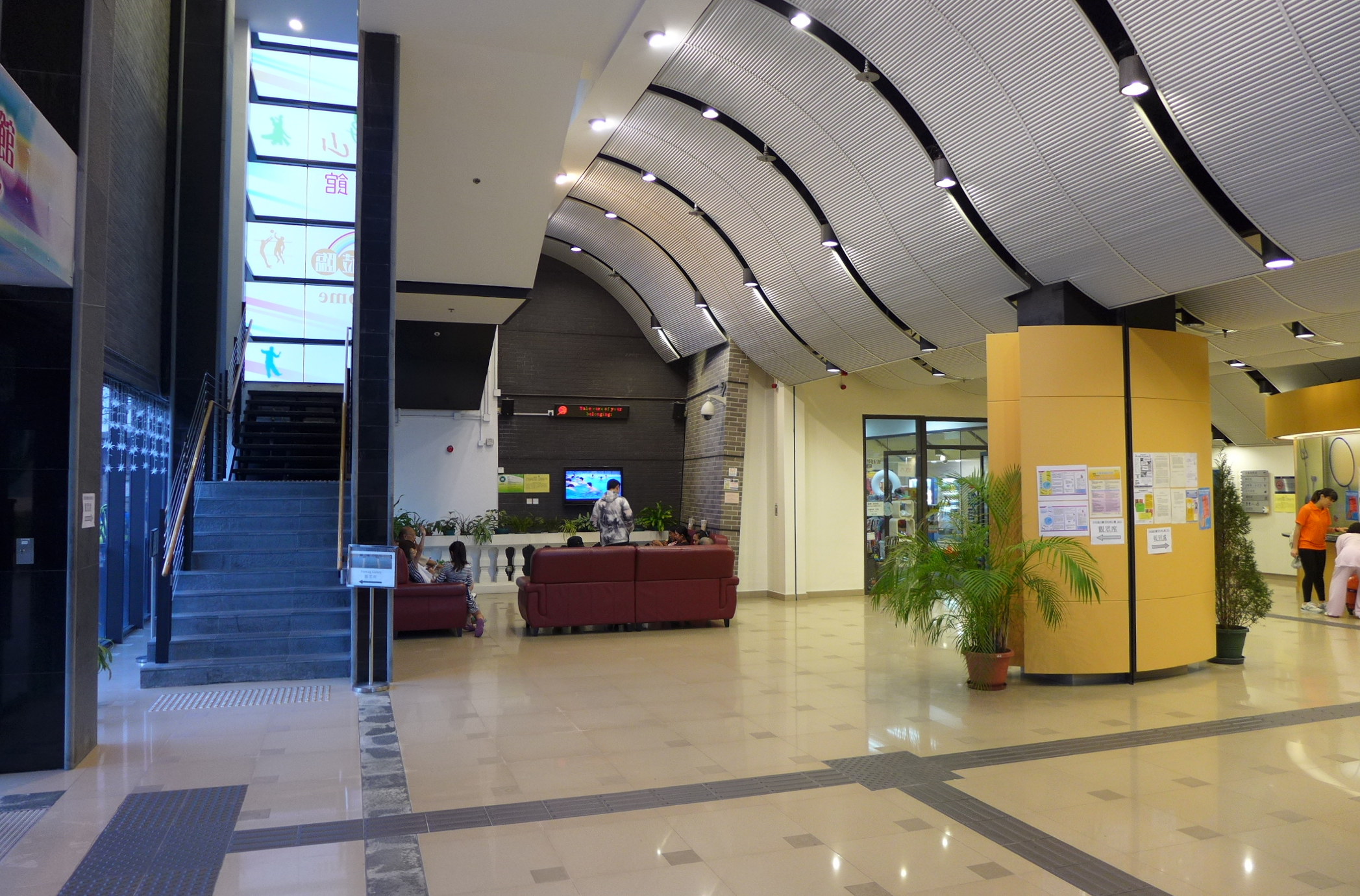
入口大堂

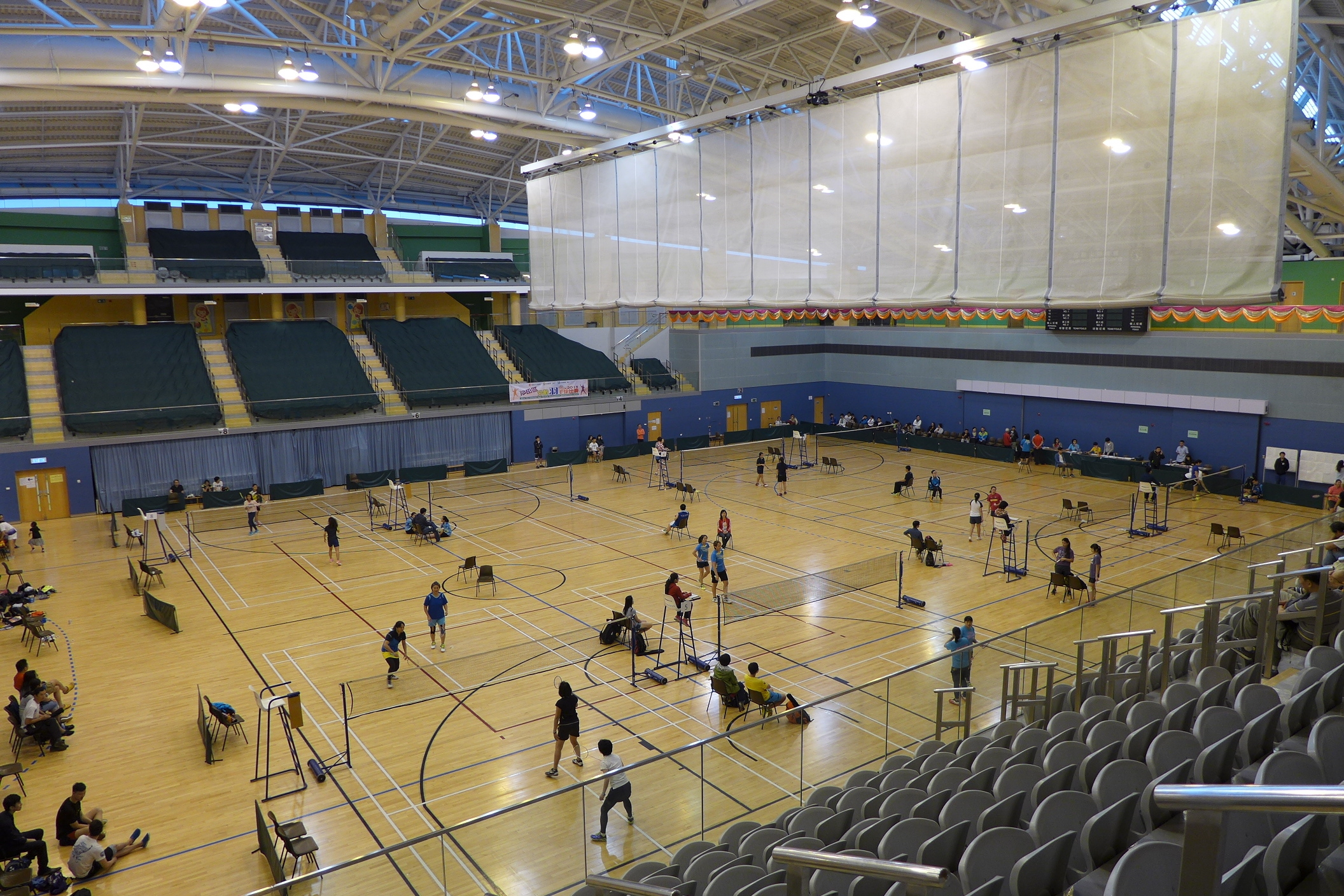
多用途主場

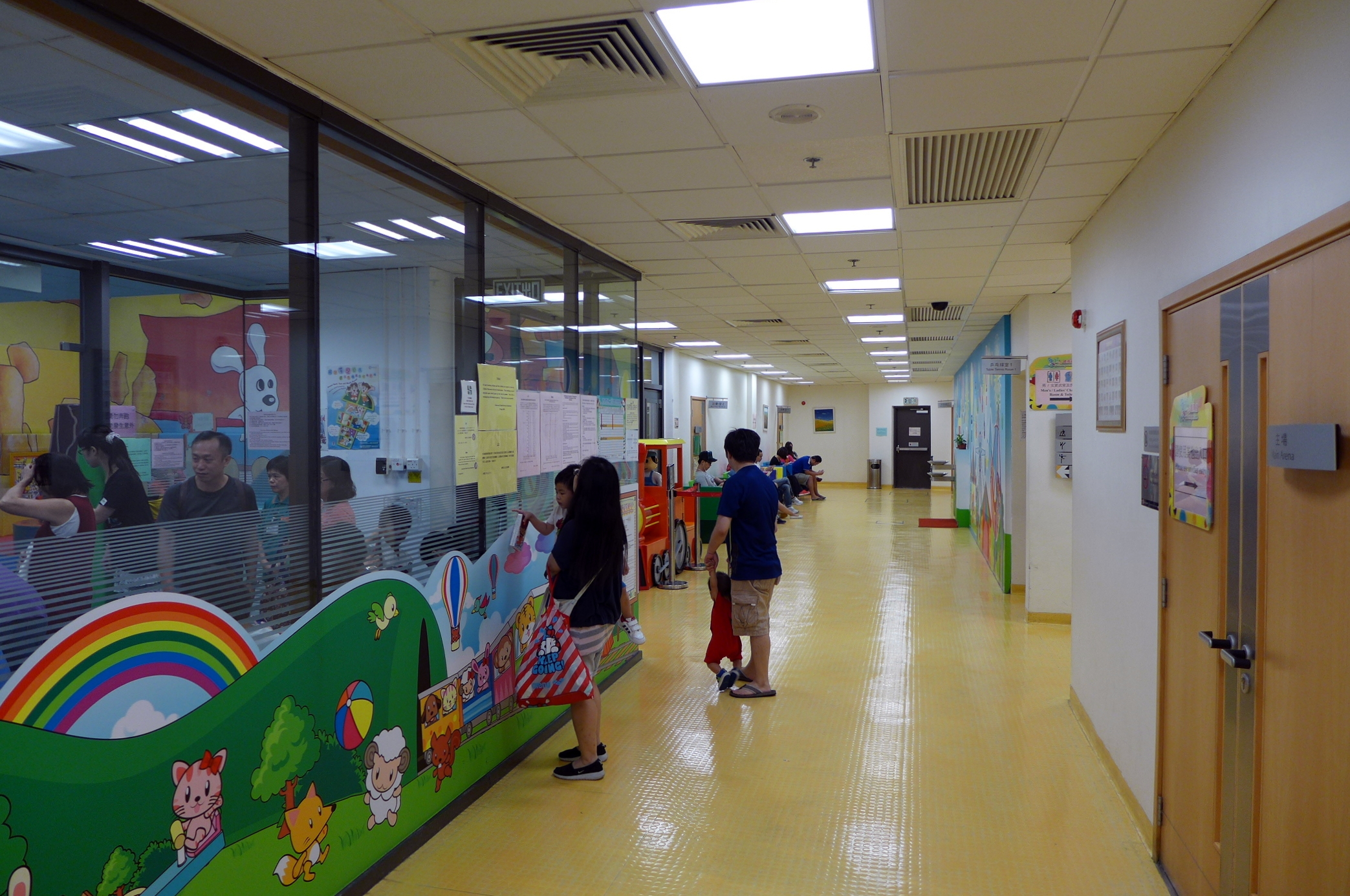
兒童遊戲室

馬鞍山體育館（英語：Ma On Shan Sports Centre）位於香港新界沙田區馬鞍山鞍駿街14號，是區內第5所體育場地，於2005年4月2日啟用，總面積6,390平方米，其橢圓形的天花頂以及中間凹槽做成的天窗，以採納天然光照射的新穎設計最具特色。天花頂全長70米，最高點有22.1米高。

## 場內設備
該體育館設有1個多用途主場，同時可以用作1個籃球場、2個排球場、12個羽毛球場或1個手球場。有1個可以容納1,018人的觀眾席。其他設施包括3個多用途活動室、乒乓球室、舞蹈室及健身室，更有一個以「奇趣礦洞」為主題的兒童遊戲室。另外，亦設有一間體育用品商店。

### 臨時體操訓練中心
2004年體育學院清拆全港唯一合規格的體操館（騰龍館），體操運動員被迫暫用馬鞍山體育館作為訓練基地，直到順利邨體育館的體操館於2005年12月15日落成後才再次獲得永久訓練場地。

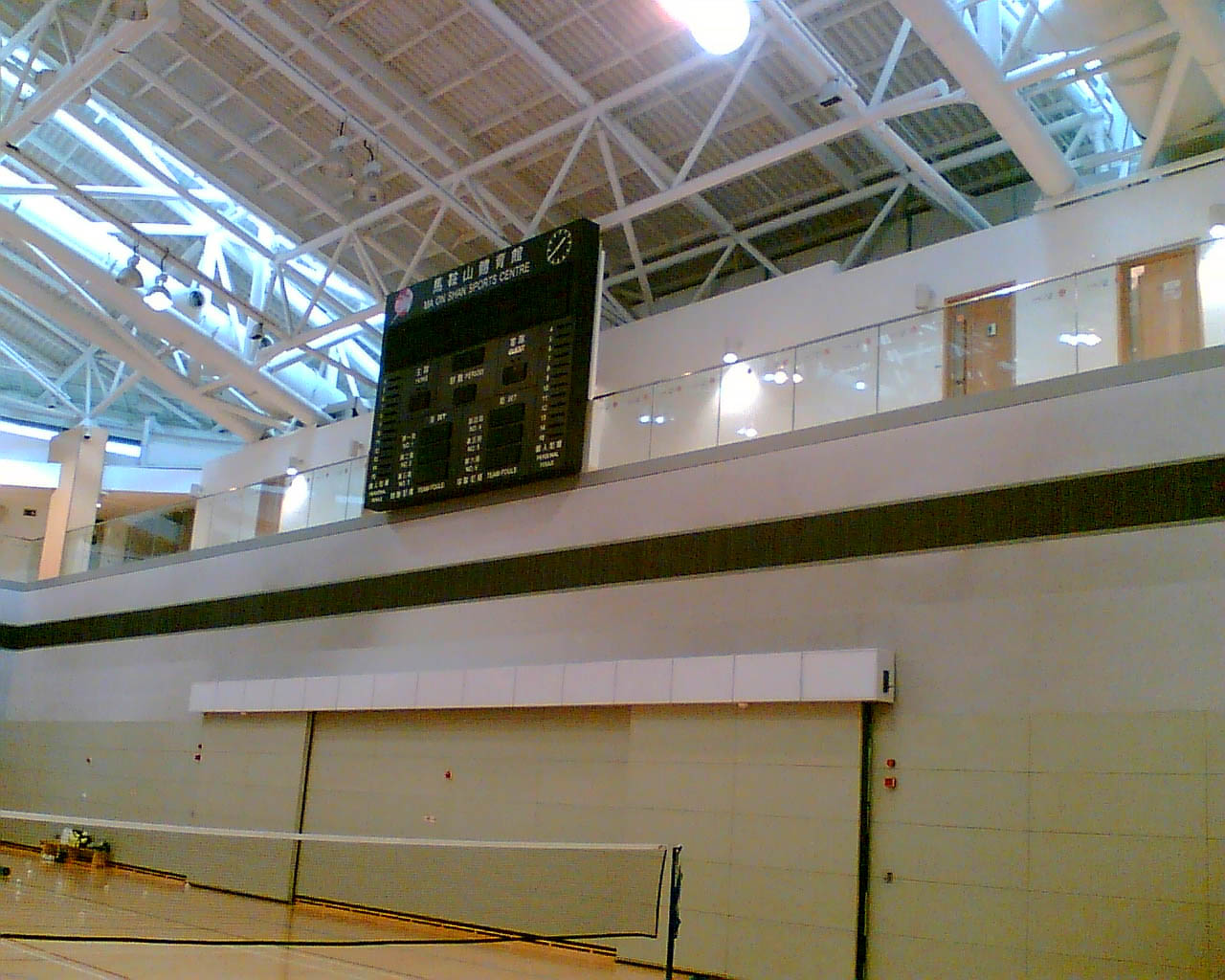
電子記分牌
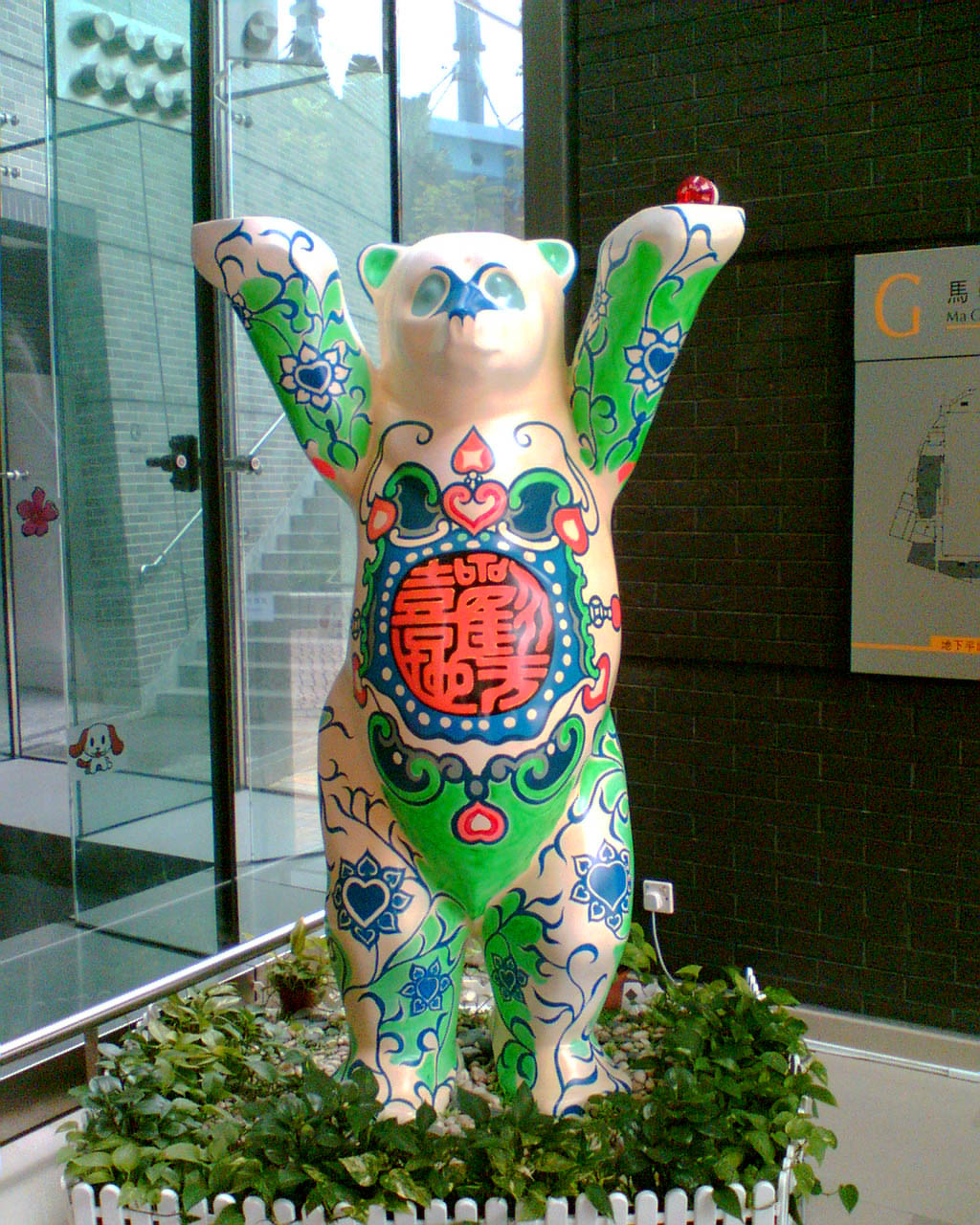
花花大熊人

## 奧運馬術
因舉辦2008年奧運馬術項目而遷拆的香港體育學院，暫時遷往烏溪沙青年新村，需使用康文署轄下位於沙田區的體育設施作為個別精英項目的臨時訓練場地，馬鞍山體育館暫時被利用為羽毛球及武術運動員訓練場地，公眾人士在這段期間，只能夠在精英運動員訓練時段以外使用。

## 開放時間
開放時間為每日07:00-23:00。

## 附近建築物
- 馬鞍山公園
- 馬鞍山游泳池
- 馬鞍山公共圖書館

## 設火眼實驗室

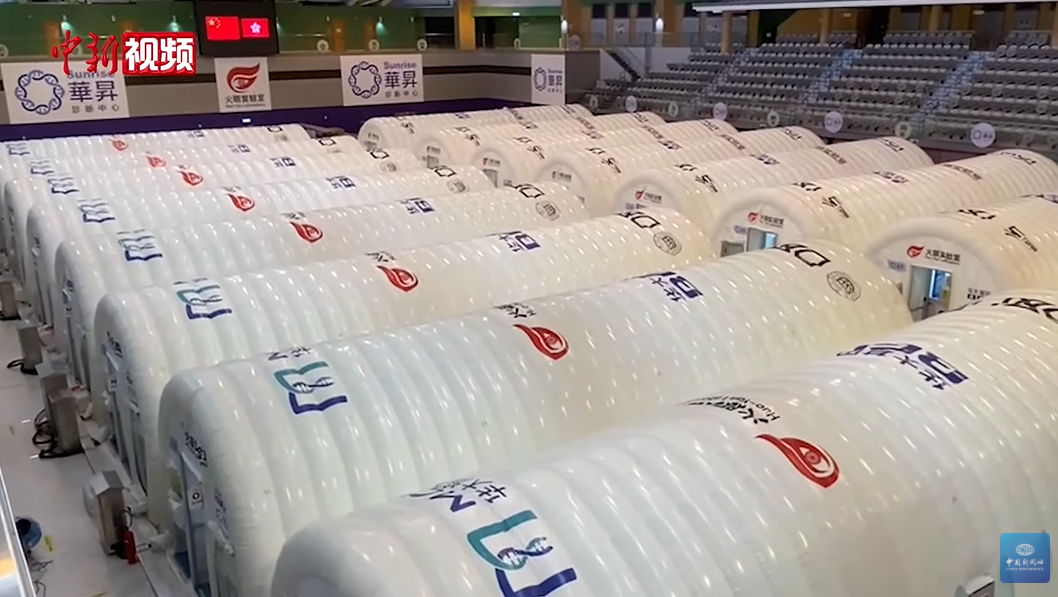
火眼實驗室

2022年2月，政府在馬鞍山體育館設16個火眼實驗室，由內地華昇診斷中心營運。在300至400名工作人員中，一半由深圳調派來港。

## 外部連結
- 馬鞍山體育館 （页面存档备份，存于）
  - 兒童遊戲室
  - 健身室